# Friedrich von Berchtold
Friedrich Carl Eugen Vsemir von Berchtold, baró von Ungarschitz (en txec:Bedřich Karel Eugen Všemír Berchtold hrabě z Uherčic) (25 d'octubre de 1781 – 3 d'abril de 1876), va ser un botànic de txec de Bohèmia de parla alemanya d'origen austríac.

## Biografia
Berchtold nasqué a Stráž nad Nežárkou (en alemany: Platz an der Naser) a l'Imperi austríac. Es graduà en medicina el 1804 i després de practicar la medicina es dedicà principalment a la botànica i la història natural. Viatjà per Europa, l'Orient Mitjà i el Brasil. Va ser coautor amb Carl Borivoj Presl i Jan Svatopluk Presl de diversos escrits de recerca científica.
Participà en la fundació del Museu Nacional de Praga. Morí a Buchlau (actualment Buchlovice), Moràvia (actualment part de la República Txeca). En honor seu es va donar nom al gènere Berchtoldia C.Presl (sinònim Chaetium Nees). Participà en l'establiment de la família asteràcia.